# Grand'Combe-des-Bois
Grand'Combe-des-Bois é uma comuna francesa na região administrativa de Borgonha-Franco-Condado, no departamento de Doubs. Estende-se por uma área de 11,87 km². Em 2010 a comuna tinha 134 habitantes (densidade: 11,3 hab./km²).